# Meister des Halleiner Altars

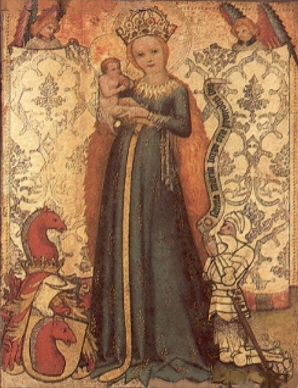
Meister des Halleiner Altars: Madonna im Ährenkleid, Salzburg, 15. Jahrhundert

Als Meister des Halleiner Altars wird ein gotischer Maler benannt. Der im Salzburger Raum tätige mittelalterliche Künstler erhielt seinen Notnamen nach dem von ihm um 1440 geschaffenen kleinen Flügelaltar, der sich in der Kapelle des ehemaligen Leprosenhauses in Hallein befand. Heute befindet sich das Werk in Salzburg im Salzburg Museum. Einige wenige weitere Werke sollen ebenfalls aus seiner Hand stammen.

## Alternativnamen
Der Meister des Halleiner Altars  ist auch als Meister des Halleiner Leprosenhaus-Triptychons bekannt.

## Stil
Der Meister des Halleiner Altars ist ein Beispiel des Überganges des Weichen Stils in der Malerei der Region zu von den niederländischen Malern beeinflussten Arbeiten. Er steht stilistisch dem Meister von Laufen sehr nahe. Einige Werke wie ein Tafelbild in Graz werden alternativ unter dem Namen beider Meister geführt.